# Liste des sites classés et inscrits du Puy-de-Dôme
Cet article présente les sites classés et inscrits dans le  Puy-de-Dôme, en France.

## Liste

### Sites classés
En 2024, le Puy-de-Dôme compte 20 sites classés,,. Ils couvrent au total 20 374,75 ha, soit 2,6 % du département, la majeure partie étant occupée par le site de la Chaîne des Puys.
| Site | Communes | Date              | Superficie (ha) | Critères et notes | Coordonnées                 | Photo |
| --- | --- | ----------------- | --------------- | --- | --------------------------- | ----- |
| Chaîne des Puys                                                                                            | Aydat, Ceyssat, Chanat-la-Mouteyre, Charbonnières-les-Varennes, Mazaye, Nébouzat, Orcines, Pulvérières, Saint-Genès-Champanelle, Saint-Ours, Volvic        | 26 septembre 2000 | 13 672,8        | Scientifique et pittoresque Le site classé est complété sur sa périphérie par un site inscrit. Il recouvre également en grande partie le site protégé au patrimoine mondial sous le nom « Haut lieu tectonique Chaîne des Puys - faille de Limagne ». | 45° 46′ 40″ N, 2° 57′ 08″ E |       |
| Immeuble du docteur Faugoux                                                                                | Besse-et-Saint-Anastaise | 4 mai 1953        | 0,02            | Pittoresque L'immeuble, qui est situé 24 place Docteur-Alfred-Pipet et est entouré par le site inscrit de la vieille ville de Besse, semble avoir été classé car il n'a pas pu bénéficier d'une inscription aux monuments historiques.                | 45° 30′ 44″ N, 2° 55′ 58″ E |       |
| Lac Pavin                                                                                                  | Besse-et-Saint-Anastaise | 31 mai 1939       | 76,42           | Tout critère Le site est limitrophe du site classé du puy de Montchal. Les abords du lac, au nord-ouest, forment un site inscrit. | 45° 29′ 46″ N, 2° 53′ 13″ E |       |
| Puy de Montchal                                                                                            | Besse-et-Saint-Anastaise | 31 octobre 1941   | 27,02           | Tout critère Le site est limitrophe du site classé du lac Pavin. | 45° 29′ 21″ N, 2° 53′ 07″ E |       |
| Site de la bataille de Gergovie, des oppida arvernes de Corent, Gergovie et Gondole, et des camps de César | Le Cendre, Chanonat, Corent, Le Crest, Les Martres-de-Veyre, Orcet, Pérignat-lès-Sarliève, Romagnat, La Roche-Blanche, La Sauvetat, Tallende, Veyre-Monton | 30 août 2022      | 4 124,43        | Historique et pittoresque L'oppidum de Gergovie est un monument historique classé. Le Petit camp de César et l'oppidum de Gondole sont des monuments historiques inscrits.                                                                            | 45° 41′ 41″ N, 3° 09′ 24″ E |       |
| Parc Bargoin                                                                                               | Chamalières | 11 février 1911   | 7,11            | Artistique | 45° 45′ 48″ N, 3° 03′ 47″ E |       |
| Vallée de Chaudefour                                                                                       | Chambon-sur-Lac | 29 novembre 1960  | 277,18          | Pittoresque Le site est complété par un site inscrit du même nom sur sa périphérie, sauf au nord-ouest où il est limitrophe du site inscrit du Sancy. Il est inclus dans la réserve naturelle nationale de la vallée de Chaudefour.                   | 45° 31′ 58″ N, 2° 50′ 16″ E |       |
| Vallée de la Fontaine Salée                                                                                | Chambon-sur-Lac, Chastreix | 22 août 1977      | 479,03          | Pittoresque Le site est inclus dans la réserve naturelle nationale de Chastreix-Sancy ; il est limitrophe des sites inscrits de la vallée de Chaudefour et du Sancy.                                                                                  | 45° 30′ 56″ N, 2° 47′ 50″ E |       |
| Parc du château de la Bâtisse                                                                              | Chanonat | 8 juin 1950       | 9,35            | Tout critère Le château est un monument historique classé. Le site classé est entouré du site inscrit du village de Chanonat et ses abords. | 45° 41′ 30″ N, 3° 05′ 02″ E |       |
| Gorges de la Monne                                                                                         | Cournols, Olloix | 8 août 1979       | 607,06          | Pittoresque | 45° 38′ 03″ N, 3° 02′ 34″ E |       |
| Haut Forez central                                                                                         | Job, Valcivières | 18 mars 1993      | 701,14          | Scientifique et pittoresque | 45° 37′ 53″ N, 3° 48′ 48″ E |       |
| Abords du château de Chazeron                                                                              | Loubeyrat | 22 février 1946   | 9               | Historique Le château est un monument historique classé. | 45° 55′ 21″ N, 3° 02′ 18″ E |       |
| Lac de Guéry et ses abords                                                                                 | Mont-Dore, Orcival, Perpezat, Saulzet-le-Froid | 27 juillet 1973   | 137,95          | Pittoresque | 45° 36′ 58″ N, 2° 49′ 27″ E |       |
| Pierre Carrée                                                                                              | Orcines | 31 août 1939      | 1,09            | Tout critère Le site classé est complété par un site inscrit du même nom, et par le site de la Montagne Percée à l'ouest. | 45° 47′ 00″ N, 3° 03′ 02″ E |       |
| Château de Cordès                                                                                          | Orcival | 19 décembre 1936  | 15,99           | Tout critère Le château est un monument historique classé. | 45° 42′ 01″ N, 2° 50′ 27″ E |       |
| Grotte des Laveuses                                                                                        | Royat | 28 juillet 1949   | 0,39            | Pittoresque | 45° 45′ 54″ N, 3° 03′ 00″ E |       |
| Ancien château de la Roue                                                                                  | Saint-Anthème | 10 janvier 1946   | 9,56            | Pittoresque | 45° 32′ 49″ N, 3° 54′ 19″ E |       |
| Gorges de Chouvigny sur la Sioule                                                                          | Saint-Gal-sur-Sioule | 23 novembre 1987  | 196,74          | Pittoresque Le site s'étend également sur Chouvigny dans l'Allier. | 46° 07′ 26″ N, 2° 58′ 36″ E |       |
| Camp du maquis des Cheires                                                                                 | Saint-Pierre-le-Chastel | 10 janvier 1946   | 8,84            | Historique | 45° 48′ 59″ N, 2° 51′ 34″ E |       |
| Saint-Saturnin                                                                                             | Saint-Saturnin | 15 janvier 1938   | 13,63           | Tout critère | 45° 39′ 20″ N, 3° 05′ 22″ E |       |

### Sites inscrits
En 2024, le Puy-de-Dôme compte 68 sites inscrits,. Ils couvrent au total 7 182,31 ha, soit 0,9 % du département.
| Site                                        | Communes | Date                            | Superficie (ha) | Notes | Coordonnées                 | Photo |
| ------------------------------------------- | --- | ------------------------------- | --------------- | --- | --------------------------- | ----- |
| Chaîne des Puys                             | Aurières, Aydat, Ceyssat, Chanat-la-Mouteyre, Charbonnières-les-Varennes, Nébouzat, Olby, Orcines, Pulvérières, Saint-Genès-Champanelle, Saint-Ours, Volvic | 1er février 1972                | 2 424,16        | Le site inscrit complète, sur sa périphérie, le site classé du même nom. | 45° 46′ 26″ N, 2° 58′ 24″ E |       |
| Lac d'Aydat et ses rives                    | Aydat | 20 décembre 1945                | 78,1            | | 45° 39′ 56″ N, 2° 59′ 20″ E |       |
| Abords du lac Pavin                         | Besse-et-Saint-Anastaise | 31 mai 1939                     | 13,09           | Le site inscrit complète, sur la rive nord-ouest du lac, le site classé du même nom.                                                                                            | 45° 29′ 59″ N, 2° 53′ 06″ E |       |
| Vieille ville de Besse                      | Besse-et-Saint-Anastaise | 31 janvier 1951                 | 1,62            | | 45° 30′ 43″ N, 2° 56′ 00″ E |       |
| Quartiers anciens de Billom                 | Billom | 16 juin 1969                    | 8,78            | | 45° 43′ 19″ N, 3° 20′ 21″ E |       |
| Bois des Bouves                             | Chambon-sur-Lac, Murol | 17 octobre 1941                 | 89,05           | Le site est limitrophe des sites inscrits du lac Chambon et du massif du Tartaret.                                                                                              | 45° 33′ 55″ N, 2° 55′ 19″ E |       |
| Lac Chambon et ses rives                    | Chambon-sur-Lac | 17 octobre 1941                 | 72,1            | Le site est limitrophe des sites inscrits du bois des Bouves et du massif du Tartaret.                                                                                          | 45° 34′ 11″ N, 2° 55′ 24″ E |       |
| Vallée de Chaudefour                        | Chambon-sur-Lac | 6 mai 1974                      | 529,39          | Le site complète le site classé du même nom, qu'il entoure presque complètement . Il est inclus en grade partie dans la réserve naturelle nationale de la vallée de Chaudefour. | 45° 32′ 00″ N, 2° 50′ 38″ E |       |
| Bourg de Champeix et abords                 | Champeix | 25 mars 1973                    | 153,52          | | 45° 35′ 12″ N, 3° 07′ 36″ E |       |
| Château de la Bâtisse                       | Chanonat | 8 juin 1950                     |                 | Le château est un monument historique classé. Le parc du château forme un site classé.                                                                                          | 45° 41′ 30″ N, 3° 05′ 04″ E |       |
| Village de Chanonat et abords               | Chanonat | 30 août 1977                    | 288,85          | Le site inscrit entour le site classé du parc du château de la Bâtisse. | 45° 41′ 28″ N, 3° 05′ 28″ E |       |
| Gour de Tazenat                             | Charbonnières-les-Vieilles | 24 janvier 1955 24 février 1955 | 81              | | 45° 58′ 49″ N, 2° 59′ 20″ E |       |
| Parc des Grands Bains                       | Châteauneuf-les-Bains | 31 juillet 1936                 | 3,16            | | 46° 01′ 51″ N, 2° 54′ 23″ E |       |
| Calvaire                                    | Châtel-Guyon | 22 juillet 1931                 | 1,38            | | 45° 55′ 17″ N, 3° 03′ 59″ E |       |
| Le Lac                                      | Châtel-Guyon | 25 novembre 1931                | 0,82            | | 45° 54′ 59″ N, 3° 03′ 30″ E |       |
| Mamelon de Longpuy                          | Châtel-Guyon | 22 juillet 1931                 | 0,54            | | 45° 55′ 30″ N, 3° 04′ 11″ E |       |
| Mont Chalusset                              | Châtel-Guyon | 22 juillet 1931                 | 3,9             | | 45° 55′ 04″ N, 3° 03′ 36″ E |       |
| Rocher de Greta                             | Châtel-Guyon | 22 juillet 1931                 | 14,67           | | 45° 55′ 03″ N, 3° 03′ 13″ E |       |
| Centre ancien de Clermont                   | Clermont-Ferrand | 27 février 1979                 | 39,33           | | 45° 46′ 42″ N, 3° 05′ 09″ E |       |
| Ensemble urbain de Montferrand              | Clermont-Ferrand | 4 avril 1972                    | 21,11           | | 45° 47′ 36″ N, 3° 06′ 48″ E |       |
| Hameau de Randol                            | Cournols | 30 novembre 1979                | 0,55            | Le site inscrit est totalement inclus dans le site classé des gorges de la Monne.                                                                                               | 45° 38′ 32″ N, 3° 03′ 59″ E |       |
| Promenade des Murs                          | Herment | 14 février 1979                 | 6               | | 45° 45′ 10″ N, 2° 34′ 00″ E |       |
| Centre urbain d'Issoire                     | Issoire | 15 décembre 1977                | 16,38           | | 45° 32′ 39″ N, 3° 14′ 55″ E |       |
| Quartier des Forts                          | Mareugheol | 7 janvier 1974                  | 0,38            | | 45° 29′ 18″ N, 3° 09′ 57″ E |       |
| Pont de Menat et Château-Rocher             | Menat, Pouzol, Saint-Rémy-de-Blot | 30 mai 1952                     | 100,75          | Le pont et le château sont des monuments historiques classés. | 46° 05′ 48″ N, 2° 55′ 52″ E |       |
| Lac de Guéry et ses abords                  | Mont-Dore, Orcival, Perpezat, Saulzet-le-Froid | 27 juillet 1973                 | 385,49          | Le site inscrit complète le site classé du même nom. | 45° 36′ 28″ N, 2° 49′ 30″ E |       |
| Site du Sancy                               | Mont-Dore | 29 novembre 1938                | 990,72          | | 45° 33′ 21″ N, 2° 48′ 54″ E |       |
| Village et abords de Montpeyroux            | Montpeyroux | 8 mai 1972                      | 245,28          | | 45° 37′ 34″ N, 3° 12′ 38″ E |       |
| Massif du Tartaret                          | Murol | 18 décembre 1970                | 55,11           | Le site est limitrophe des sites inscrits du bois des Bouves et du lac Chambon.                                                                                                 | 45° 34′ 18″ N, 2° 56′ 05″ E |       |
| Ruines du château de Murol                  | Murol | 20 juillet 1944                 | 16,81           | Le château est un monument historique classé. | 45° 34′ 41″ N, 2° 56′ 42″ E |       |
| Montagne Percée                             | Orcines | 12 décembre 1941                | 33,03           | | 45° 46′ 54″ N, 3° 02′ 41″ E |       |
| Pierre Carrée                               | Orcines | 31 août 1939                    | 3,2             | Le site inscrit complète le site classé du même nom. | 45° 47′ 03″ N, 3° 03′ 03″ E |       |
| Lac de Servières et ses rives               | Orcival, Vernines | 19 janvier 1976                 | 153,68          | La protection concerne un cercle de 700 m de diamètre centré sur le milieu du lac.                                                                                              | 45° 38′ 45″ N, 2° 51′ 33″ E |       |
| Roches Tuilière et Sanadoire                | Orcival, Rochefort-Montagne | 26 mars 1973                    | 413,45          | | 45° 38′ 08″ N, 2° 48′ 45″ E |       |
| Château de Parentignat et abords            | Parentignat | 26 février 1951                 | 19,37           | Le château est un monument historique classé. | 45° 31′ 56″ N, 3° 17′ 40″ E |       |
| Grottes de Perrier                          | Perrier | 30 juin 1972                    | 54,16           | | 45° 32′ 59″ N, 3° 11′ 45″ E |       |
| Bourg ancien de Pont-du-Château             | Pont-du-Château | 15 février 1977                 | 78,65           | | 45° 47′ 46″ N, 3° 14′ 56″ E |       |
| Place de la Fédération                      | Riom | 15 décembre 1943                | 0,86            | | 45° 53′ 40″ N, 3° 06′ 38″ E |       |
| Rue Anne-Dubourg                            | Riom | 15 décembre 1943                | 0,13            | | 45° 53′ 36″ N, 3° 06′ 43″ E |       |
| Rue François-Croizier                       | Riom | 15 décembre 1943                | 1,01            | | 45° 53′ 33″ N, 3° 06′ 51″ E |       |
| Rue Grenier                                 | Riom | 15 décembre 1943                |                 | | 45° 53′ 32″ N, 3° 06′ 45″ E |       |
| Rue de l'Horloge                            | Riom | 15 décembre 1943                | 1,04            | | 45° 53′ 41″ N, 3° 06′ 49″ E |       |
| Rue de la Harpe                             | Riom | 15 décembre 1943                |                 | | 45° 53′ 33″ N, 3° 06′ 42″ E |       |
| Rue Marivaux                                | Riom | 15 décembre 1943                |                 | | 45° 53′ 34″ N, 3° 06′ 53″ E |       |
| Rue du Commerce                             | Riom | 15 décembre 1943                | 1,72            | | 45° 53′ 33″ N, 3° 06′ 48″ E |       |
| Rue Fleurus                                 | Riom | 15 décembre 1943                |                 | | 45° 53′ 37″ N, 3° 06′ 39″ E |       |
| Rue Hippolyte-Gomot                         | Riom | 15 décembre 1943                | 0,95            | | 45° 53′ 35″ N, 3° 06′ 40″ E |       |
| Rue du Marthuret                            | Riom | 15 décembre 1943                |                 | | 45° 53′ 30″ N, 3° 06′ 51″ E |       |
| Rue Saint-Antoine                           | Riom | 15 décembre 1943                |                 | | 45° 53′ 32″ N, 3° 06′ 40″ E |       |
| Rue Saint-Amable                            | Riom | 15 décembre 1943                | 2,27            | | 45° 53′ 38″ N, 3° 06′ 50″ E |       |
| Rue Sirmon                                  | Riom | 15 décembre 1943                |                 | | 45° 53′ 33″ N, 3° 06′ 36″ E |       |
| Plateau de Gergovie                         | La Roche-Blanche | 20 décembre 1945                |                 | | 45° 43′ 13″ N, 3° 07′ 05″ E |       |
| Cascades du Saut Cornétoro                  | Royat | 25 septembre 1955               | 0,9             | Cascade sur la Tiretaine. | 45° 46′ 04″ N, 3° 01′ 30″ E |       |
| Monument aux morts de Royat                 | Royat | 3 novembre 1934                 | 1,18            | | 45° 45′ 40″ N, 3° 02′ 57″ E |       |
| Orgues basaltiques de Montpeloux            | Saillant | 25 octobre 1973                 | 1,56            | | 45° 28′ 19″ N, 3° 54′ 49″ E |       |
| La Monne                                    | Saint-Amant-Tallende | 9 août 1944                     | 2,65            | | 45° 40′ 03″ N, 3° 06′ 28″ E |       |
| Gorges de Chouvigny sur la Sioule           | Saint-Gal-sur-Sioule | 30 mai 1952                     |                 | Le site s'étend également sur Chouvigny dans l'Allier. Il est remplacé depuis 1987 par un site classé.                                                                          | 46° 07′ 26″ N, 2° 58′ 36″ E |       |
| Lacs de Lestioulles et de la Crégut         | Saint-Genès-Champespe | 25 mars 1973                    | 560,42          | Trémouille, Cantal | 45° 24′ 04″ N, 2° 40′ 07″ E |       |
| Voie publique, château, église et cimetière | Saint-Saturnin | 19 décembre 1936                | 0,7             | | 45° 39′ 34″ N, 3° 05′ 36″ E |       |
| Vieux village de Saint-Yvoine               | Saint-Yvoine | 28 janvier 1946                 | 5,16            | | 45° 35′ 06″ N, 3° 14′ 35″ E |       |
| Sauvagnat-Sainte-Marthe                     | Sauvagnat-Sainte-Marthe | 22 janvier 1947                 | 0,32            | La protection concerne les vieilles rues et les vestiges du fort. | 45° 35′ 24″ N, 3° 12′ 40″ E |       |
| Quartier des Forts                          | La Sauvetat | 18 mai 1955                     | 0,68            | | 45° 38′ 09″ N, 3° 10′ 14″ E |       |
| Chapelle Saint-Roch et ses abords           | Thiers | 11 septembre 1950               |                 | | 45° 51′ 24″ N, 3° 33′ 10″ E |       |
| Quartiers anciens de Thiers                 | Thiers | 5 mars 1973                     | 123,59          | | 45° 51′ 15″ N, 3° 33′ 01″ E |       |
| Vallée des Rouets                           | Thiers | 25 novembre 1994                | 57,8            | | 45° 51′ 47″ N, 3° 34′ 32″ E |       |
| Grottes de Monton                           | Veyre-Monton | 3 avril 1987                    | 0,08            | | 45° 40′ 41″ N, 3° 09′ 34″ E |       |
| Château, bourg et ses abords                | Villeneuve | 9 décembre 1966                 | 21,71           | | 45° 28′ 40″ N, 3° 11′ 11″ E |       |
| Château de Tournoël                         | Volvic | 7 juin 1932                     |                 | Le château est un monument historique classé. | 45° 53′ 06″ N, 3° 02′ 18″ E |       |